# Kaidu
Kaidu of Qaidu (1235-1301), was een kleinzoon van Ögedei via zijn vader Qašin (合失, de vijfde zoon van Ögedei) en daarmee achterkleinzoon van Genghis Khan. Als afstammeling van deze khagans meende hij de rechtmatige troonopvolger te zijn, wat hem in conflict bracht met Koeblai (die de toenmalige khagan was) en later diens opvolgers.
Kaidu was gouverneur van een deel van West-China. Marco Polo beschreef Yarkand, het gebied van Kaidu, als vijf dagen reizen, bewoond door moslims en enkele nestorianen en Syrisch-orthodoxe Assyriërs. Zijn streek had veel grondstoffen. Ook had Kaidu enige tijd de macht over grote delen van het thuisland Mongolië, waaronder Karakorum.
Vanaf 1263, toen er een burgeroorlog was tussen Koeblai en Ariq Boke, vocht Kaidu dertig jaar om zijn claim kracht bij te zetten. In 1269 begon hij erkenning te krijgen van enkele stammen, maar dit was niet voldoende om de macht in handen te krijgen. Koeblai stuurde in 1275 zijn soldaten onder leiding van zijn vierde zoon Nomoukan om Kaidu te bevechten. Twee vooraanstaande, ontevreden prinsen deserteerden naar Kaidu's kant en deze profiteerde daarvan door in 1277 Karakorum in te nemen. Kublai stuurde daarna zijn beste generaal, Bayan, om Kaidu te verslaan. Het leger van Bayan, met Koreaanse en Chinese soldaten versloeg Kaidu, die zich daarna naar de oevers van de Irtysj terugtrok.
In 1287 vormde Kaidu een nieuwe coalitie, met afstammelingen van de broers en halfbroers van Genghis Khan, dus zijn achter-achterneven. Deze prinsen vielen Karakorum aan vanuit Mongolië en Mantsjoerije, terwijl Kaidu vanuit zijn eigen territorium aanviel. Opnieuw werd Bayan er op uitgestuurd en deze nam Nayan, een van Kaidu's achter-achterneven, gevangen. Nayan verhing zich. Na het verliezen van deze strijd besloot Kaidu zijn claims op het khaganschap op te geven, maar concentreerde hij zich op het Khanaat van Chagatai, het gebied van zijn oudoom van vaderskant, Chagatai, onder het leiderschap van khan Duwa. Hij slaagde erin dit gebied onder zich te krijgen en zette meerdere vazallen op de troon, maar was nimmer volledig aan de macht: de zonen van Baraq en Alghu, twee door Kaidu aan de kant geschoven heersers, bleven zich verzetten tegen diens stromannen.
Tijdens de strijd om de macht werd Kaidu in 1301 in de buurt van Karakorum aangevallen, ingesloten en vermoord.
Kaidu moet niet verward worden met zijn oom Kaidan, hetgeen veel voorkomt doordat middeleeuwse kroniekschrijvers fouten maakten.